# Deutsch-Norwegische Freundschaftsgesellschaft
Die Deutsch-Norwegische Freundschaftsgesellschaft (kurz DNF) ist ein eingetragener Verein mit Sitz in Essen, der im März 1988 gegründet wurde. Er ist als gemeinnützig anerkannt. Die DNF will die kulturellen und gesellschaftlichen Beziehungen zwischen der Bundesrepublik Deutschland und dem Königreich Norwegen pflegen.
Bereits ein Jahr nach der Gründung hatte die Gesellschaft 3000 Mitglieder und es wurde die erste Regionalgruppe gegründet. Stand 2013 hatte die DNF rund 30 Regionalgruppen, die das wesentliche Standbein der DNF darstellen. Sie fördert Auftritte norwegischer Künstler aus Musik, Theater und bildender Kunst sowie norwegische Autoren.
Die DNF gibt zweimonatlich die Mitgliederzeitschrift DNF-Magazin heraus, in der über das Vereinsleben berichtet wird und Themen über das moderne Norwegen in seiner gesamten Vielfalt behandelt werden. Die Ausgaben seit 2001 sind auf ihrer Website abrufbar.

## Regionalgruppen
An verschiedenen Orten in Deutschland gibt es Regionalgruppen, in denen interne und externe Referenten in öffentlichen Veranstaltungen und Seminaren über gesellschaftliche, landschaftliche und wirtschaftliche Gegebenheiten Norwegens informieren.